# Barbara Eden
Barbara Eden (anglès: Barbara Jean Huffman)  (Tucson, 23 d'agost de 1931) (nascuda Barbara Jean Moorhead) és una actriu nord-americana que es va fer famosa mundialment a través de la sèrie de televisió Charming Jeannie als anys 60.

## Biografia
joventut
Després que els seus pares es van divorciar, va créixer a San Francisco. Es va graduar a l'escola secundària Abraham Lincoln allà el 1949. Va treballar en un banc i, per consell de la seva mare, va fer classes de teatre a l'"Elizabeth Holloway School of Theatre". La mateixa Elizabeth Holloway va convèncer Barbara Eden per registrar-se al concurs de bellesa Miss San Francisco el 1951. Va guanyar el títol amb el nom de Barbara Huffman (el cognom del nou marit de la seva mare), guanyant certa notorietat a la seva ciutat natal. En els anys següents va aparèixer com a cantant a la "Russ Byrd Band". A finals de 1954 es va traslladar a Hollywood per viure amb la seva tia.
Allà, per recomanació del seu agent, va canviar el seu cognom de Huffman a Eden. Va assumir petits papers de teatre i va estar compromesa com a ballarina i cantant a la famosa discoteca "Ciro's" durant un temps. Allà va conèixer les seves primeres celebritats, com Sammy Davis Jr.

## Inici de la carrera cinematogràfica i televisiva i carrera
Un agent de Hollywood va descobrir Eden durant una representació de teatre. Això va portar inicialment a petites aparicions com a convidats en sèries com I Love Lucy i més tard a un paper a la sèrie de televisió How to Marry a Millionaire, que es basa en la pel·lícula homònima de 1953. Allà va assumir el paper de Loco Jones, que abans havia estat interpretada per Marilyn Monroe. Durant el rodatge el 1957, Barbara Eden va conèixer l'actor Michael Ansara, amb qui es va casar el gener de 1958.
Després de dues temporades de How to Marry a Millionaire, Barbara Eden va rebre un contracte lucratiu amb la 20th Century Fox i els seus primers petits papers en pel·lícules. Va actuar al costat de Paul Newman a From the Terrace (1960) i va tenir un paper important a la pel·lícula d'Elvis Presley Flaming Star.
Eden va aparèixer a la pel·lícula Enterprise Belt of Fire i l'adaptació cinematogràfica del llibre Five Weeks in a Balloon de Jules Verne a principis dels anys seixanta. Les dues pel·lícules van ser produïdes per Irwin Allen. Barbara Eden es va traslladar a Alemanya per filmar El meravellós món dels germans Grimm. Va interpretar l'amant de Jakob Grimm, que va ser interpretat per Karlheinz Böhm. Només es va revelar anys més tard que va patir un avortament involuntari durant el rodatge. Després que MGM es va assabentar de Barbara Eden, li van donar papers principals a pel·lícules al costat de Tony Randall a My Room Becomes a Harem i The Mysterious Dr. Lao.

## Èxit ambCharming Jeannie
El 1964, Eden va rebre el guió de la sèrie Charming Jeannie. Després de mesos de recerca d'una actriu principal, Sidney Sheldon, el creador de la sèrie, la va trucar personalment i la va convidar a prendre un te al "Beverly Hills Hotel". Els dos van xerrar fàcilment i després d'una senzilla conversa li va dir:
"Crec que ets la meva Jeannie".
El rodatge va començar aquell mateix any. Larry Hagman va ser emès al costat de Barbara Eden com el seu mestre Anthony Nelson. La història tracta sobre un astronauta que troba una ampolla en una illa deserta que conté el geni Jeannie. La Jeannie es trasllada a Cocoa Beach, Florida, per viure amb el seu "mestre" i hi provoca molt caos els anys següents. Barbara Eden es va quedar embarassada mentre filmava la primera temporada. Per tant, el seu vestit d'harem es va canviar durant uns quants episodis. Eden portava més vels al voltant del seu cos i en moltes escenes es va posar darrere de grans accessoris. El 29 d'agost de 1965 va néixer el seu fill Matthew Ansara. La sèrie es va emetre per primera vegada a ZDF l'any 1967 amb un gran èxit. En aquell moment, ZDF parlava d'una quota de mercat del 49%. En els anys següents, Eden va rebre el "Bravo Otto" d'Or i Plata. El 1967 i el 1970, Eden va ser nominada als Emmy pel paper de Jeannie.
La sèrie Charming Jeannie va ser cancel·lada a finals de 1969, després de cinc anys i 139 episodis. Les reposicions encara s'estan executant a més de 50 països avui dia. La mateixa Eden ha afirmat que no hi ha un dia en què un episodi de Jeannie no s'emeti en algun lloc del món. Després que la sèrie va acabar, Eden va intentar desenvolupar-se més artísticament a través d'altres papers al teatre i la televisió, però ja no va poder basar-se en el seu èxit anterior. Va tornar a actuar al costat de Larry Hagman i ja havia acceptat compromisos com a cantant a Las Vegas els últims anys d'Enchanting Jeannie, on més tard va tenir el seu propi espectacle. També hi van aparèixer molts altres grans del món de l'espectacle.

## Dècades de 1970 i 1980
Les seves pel·lícules de televisió A Howling in the Woods i The Woman Hunter van rebre bones crítiques. Els seus espectacles a Las Vegas estaven exhaurits regularment. El dissenyador Bob Mackie, que també va vestir Cher i Ann-Margret, va dissenyar vestits escènics reveladors especialment per a Eden. En els anys següents, Eden es va mantenir activa en el negoci de l'espectacle. Va aparèixer davant de la càmera per a produccions de televisió almenys un cop l'any. Ha estat convidada en programes de varietats de la televisió nord-americana. La seva pel·lícula de 1978 Harper Valley PTA es va convertir en una sèrie de televisió poc temps després, en la qual també va interpretar el paper principal.
El 1985, va fer una pel·lícula de televisió basada en la popular sèrie Enchanting Jeannie titulada I Dream of Jeannie: 15 Years Later amb Bill Daily, Wayne Rogers i Hayden Rorke. El mateix any, Barbara Eden va ser votada com la dona amb més sex appeal per la revista People als 53 anys. Barbara Eden va tenir un paper protagonista a les pel·lícules de televisió On és l'exèrcit? (Your Mother Wears Combat Boots), The Secret Life of Kathy McCormick (The Secret Life of Kathy McCormick), Opposites Attract (1990), Hell Hath No Fury (1991) i Her Wicked Ways (títol alternatiu Lethal Charm, 1991).

## Des dels anys 90

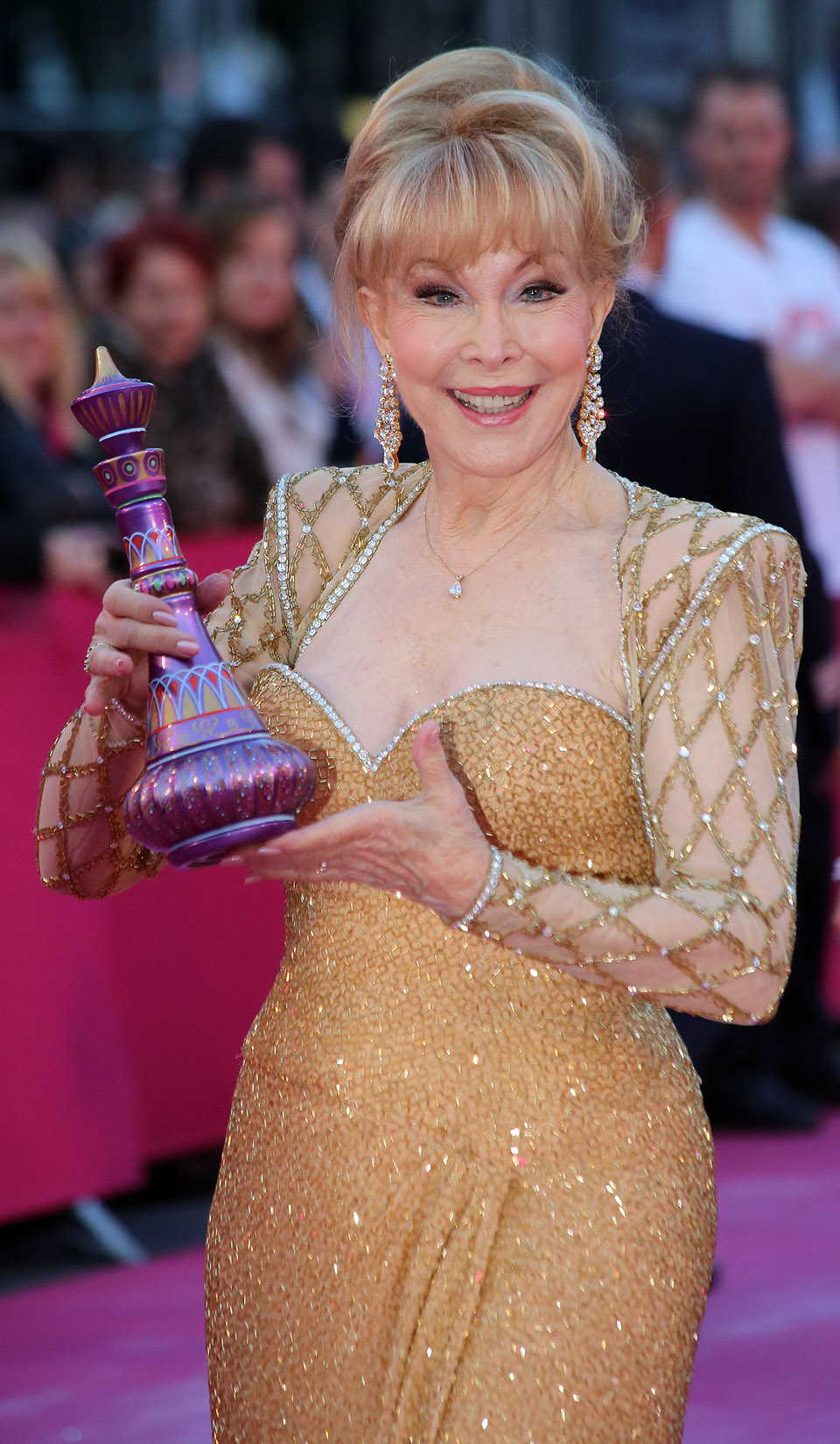
Barbara Eden el 2013

El 1991, va tornar a interpretar Jeannie per a la pel·lícula de televisió Jeannie busca el seu mestre. El mateix any va tenir cinc aparicions com a convidada a la sèrie de Dallas, que va caducar, que la va portar de nou al costat de Larry Hagman. A continuació, pel·lícules com Eyes of Terror (1993) i Eyes of Death (1994). El 1994 va ser convidada al Late Night Show de Thomas Koschwitz. El 1996 va tornar a aparèixer davant de la càmera com a Jeannie a la pel·lícula The Brady Family 2 per a una breu aparició. El 1996 també va aparèixer al programa "SAT.1 Hausparty" de Thomas Gottschalk.
Del 2000 al 2005 va aparèixer a l'escenari amb l'actriu Rita McKenzie per a la versió femenina de Men's Economy i va fer una gira pels estats dels Estats Units. L'obra Love Letters va seguir el 2006 amb Larry Hagman. A finals de 2006 i principis de 2007, Eden es va embarcar de nou en una gira pels Estats Units amb Love Letters, aquesta vegada al costat de Hal Linden.

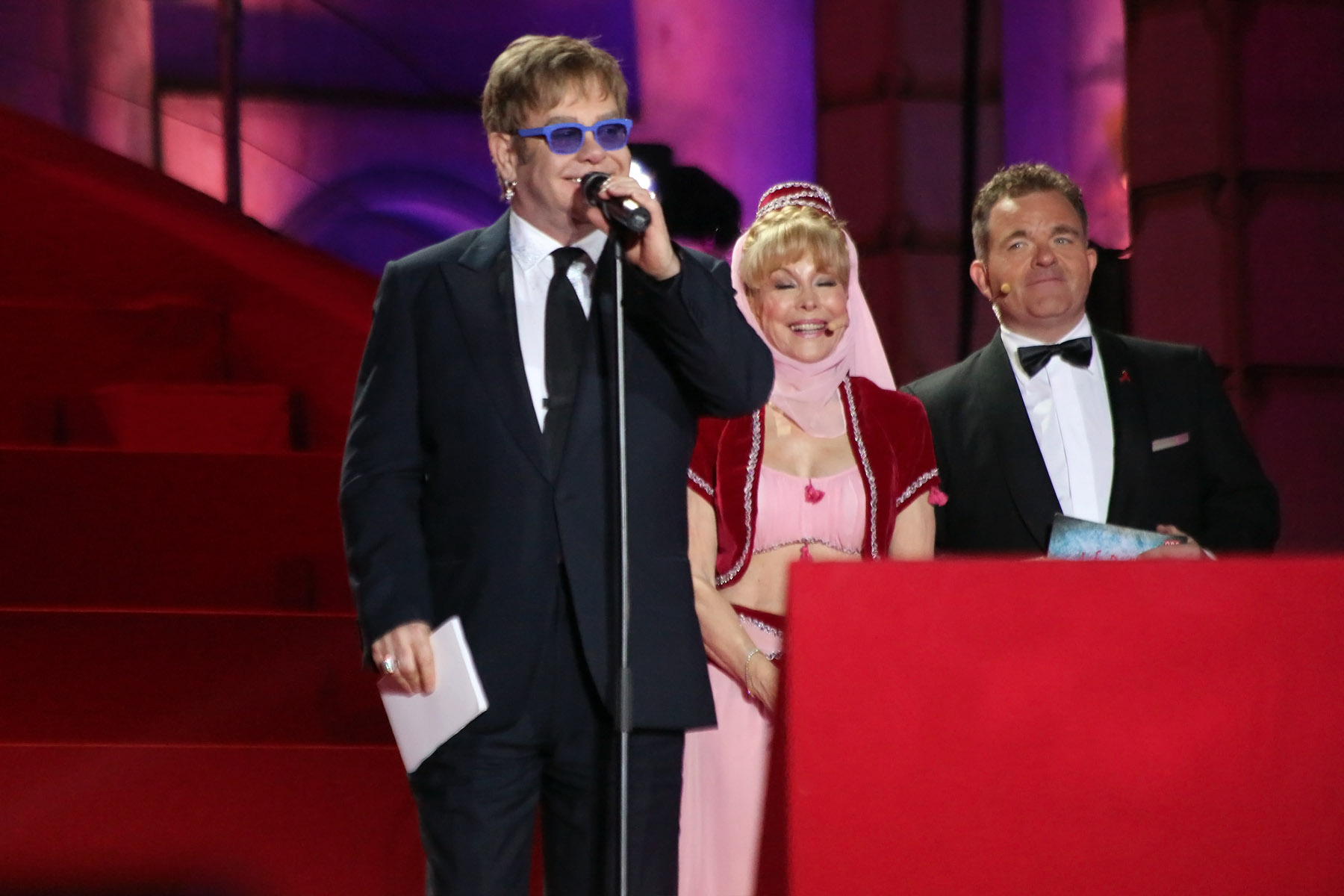
Life Ball 2013 - espectacle inaugural Barbara Eden, Elton John i Cornelius Obonya.

Aparicions convidades a la sèrie nord-americana Sabrina, the Teenage Witch (com la dictatorial tia Irma) els anys 2001 i 2002 van ser altres activitats televisives. El 2001 va tenir un petit paper a la pel·lícula Carolina (guió de la seva neboda Katherine Fugate) al costat de Shirley MacLaine, així com a Loco Love el 2002. El 2007, Barbara Eden va fer una aparició com a convidada al "The George Lopez Show" i va interpretar a Victoria Greyson a Army Wives. Eden va rodar per a la pel·lícula Always & Forever per al Hallmark Channel als EUA. La pel·lícula de televisió es va emetre per primera vegada el 24 d'octubre de 2009.
L'autobiografia d'Eden, Jeannie Out Of The Bottle, es va publicar l'abril de 2011. El llibre va ser escrit en col·laboració amb l'autora Wendy Leigh, que ja ha escrit llibres sobre Zsa Zsa Gabor, Arnold Schwarzenegger i Grace Kelly. La promoció diligent de Barbara Eden i les entrevistes a nombrosos programes de televisió i ràdio van donar lloc a l'èxit esperat: el llibre va aterrar a la llista de best-sellers del The New York Times als EUA, Canadà i Austràlia. La Barbara parla dels seus primers anys a Hollywood, el dur camí des de l'estrella fins als grans compromisos al costat d'Elvis Presley i Paul Newman. Eden descriu les seves reunions amb John F. Kennedy, Marilyn Monroe, Tom Jones i altres personatges coneguts del món de l'espectacle, descriu els problemes psicològics de Larry Hagman al plató de Charming Jeannie, informa sobre el seu divorci amb Michael Ansara, sobre el seu matrimoni amb la cocaïna, l'addicte Charles Fegert, sobre els èxits després de Jeannie i el seu feliç matrimoni amb Jon Eicholtz. El llibre encara no s'havia publicat a Alemanya.
De setembre a novembre de 2012, Barbara Eden va protagonitzar la comèdia de teatre Social Security en Kansas City.
El maig de 2013, Barbara va actuar al "Life Ball" de Viena. Ja va rebre molta atenció de la premsa a la catifa vermella amb el seu vestit daurat de Bob Mackie. Un esdeveniment que es va celebrar als mitjans de comunicació va ser el fet que, als 81 anys, es va posar la seva disfressa d'Enchanting Jeannie per una bona causa i va acollir Bill Clinton, Elton John i la cantant Fergie (Black Eyed Peas) el escenari com Genie Jeannie, entre d'altres.

## Vida privada
Barbara Eden va estar casada amb l'actor Michael Ansara del 1958 al 1974, i el seu fill Matthew va néixer el 1965. El 1971, Eden va perdre el seu segon fill quan estava embarassada de vuit mesos. El seu segon marit va ser Charles Donald Fegert de 1977 a 1983. Està casada amb Jon Trusdale Eicholtz des del 5 de gener de 1991.
Després de la mort relacionada amb les drogues del seu fill Matthew el 25 de juny de 2001, es va involucrar en la lluita contra les drogues.

## Audiollibres
2011: Jeannie Out of the Bottle, juntament amb Wendy Leigh (autor que llegeix), Random House Audio, ISBN 978-0-307-91434-7.